# Col·legi Verd (Girona)
El Col·legi Verd és una obra de Girona inclosa a l'Inventari del Patrimoni Arquitectònic de Catalunya.

## Descripció
L'edifici està situat al xamfrà del carrer Joan Maragall amb el de Bisbe Lorenzana. L'obra consta de tres plantes, amb finestres allargassades i un cos més a l'eix central de la part superior. És d'una gran simplicitat de línies que queda trencada per la portalada de pedra d'estil neoclàssic, formada per dues potents columnes que sostenen un fris amb figures de putti i la paraula "Escuela" sota el frontó.

## Història
En el marc de la nova política pedagògica de l'ajuntament gironí de l'època de la República, s'emprengué la tasca de la reforma i condicionament de totes les escoles. Així doncs, l'ajuntament adquirí la parcel·la de Josep Ensesa, començà les obres el maig de 1931 i les acabà al novembre de l'any següent. El 23 d'abril de 1933 tingué lloc la inauguració. El disseny de la portalada és de Girals i Casadesús, que encarregà l'execució a l'empresa de pedra artificial Simon i Josep Sagrera, però sembla que les figures foren fetes per un escultor de Barcelona. La tanca fou obra de Rafael Masó.